# Cornelis Jacobus van Assen

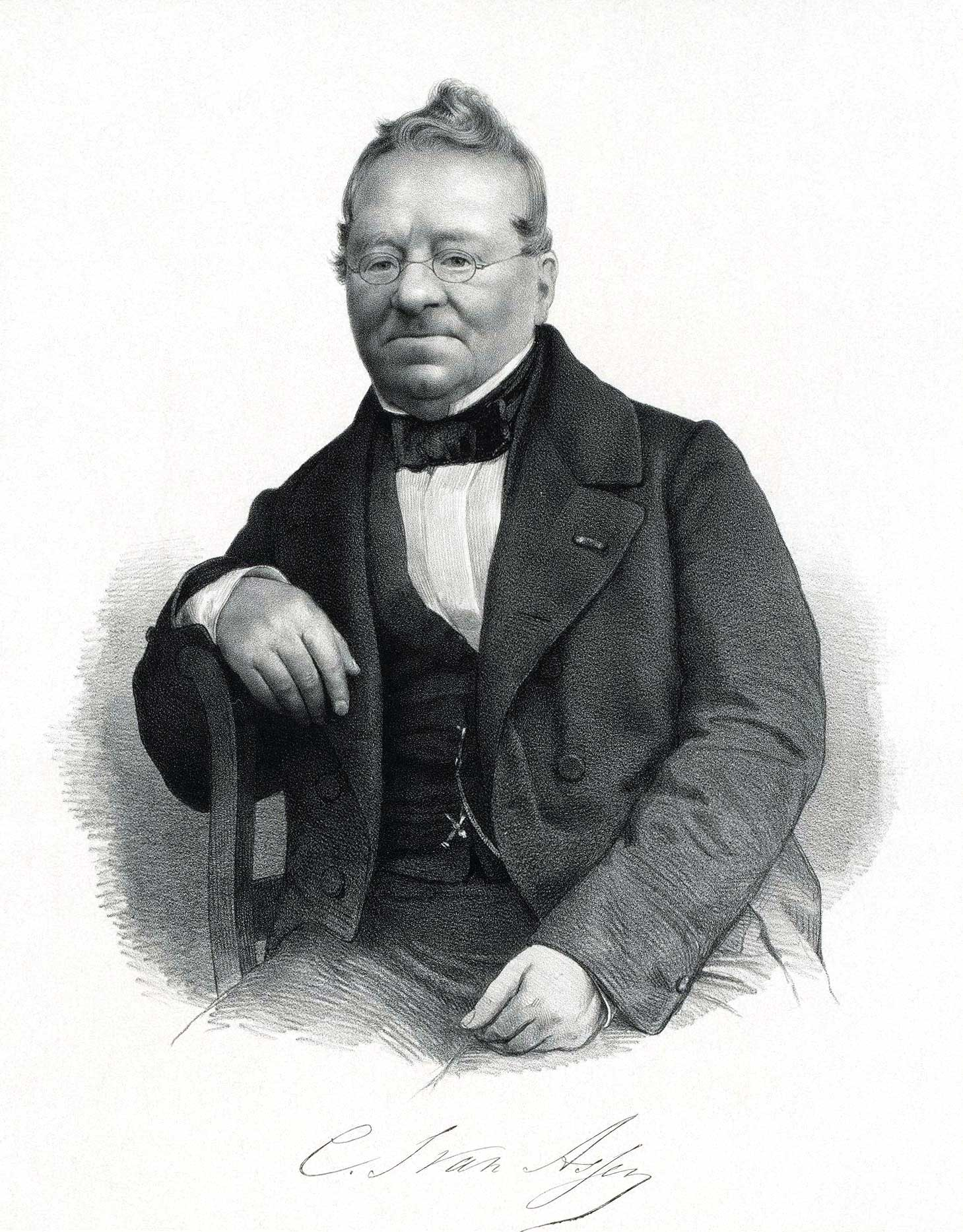
Cornelis Jacobus van Assen

Cornelis Jacobus van Assen (* 25. August 1788 in Harlingen; † 13. September 1859 in Velp) war ein niederländischer Rechtsgelehrter.

## Leben
Der Sohn des Pfarrers Johannes van Assen (* 20. August 1741 in Beetgum; † 15. November 1820 in Harlingen) und der Anna Klasina Jongstra wurde von seiner Kindheit an auf ein Studium an höheren Schulen vorbereitet. Nach dem Besuch der Schule in Harlingen studierte er ab 1805 an der Universität Franeker die Rechtswissenschaften und Literatur. Nachdem er von Everwinus Wassenbergh (1742–1826) und Jan Willem de Crane (1758–1842) seinen ersten Unterricht in der alten Literatur und Geschichte und von Johan Hendrik Swildens (1745–1809) im Naturrecht erhalten hatte, wurde der Rechtswissenschaftler Hendrik Willem Tydeman sein prägendster Lehrer. Unter diesem verteidigte er am 13. Oktober 1809 die juristische Abhandlung Disputatio jur. lit. de M. Tullii Ciceronis oratione pro Aulo Cluentio Avito.
Am 17. Oktober 1809 wechselte er an die Universität Leiden, wo er 1810 Willem Bilderdijk kennenlernte. In Leiden besuchte er zudem die Vorlesungen von Dionysius Godefridus van der Keessel, Nicolaas Smallenburg, Eduard Hageman und Joan Melchior Kemper. In Franeker promovierte er am 14. September 1810 mit der Arbeit Quaestiones Juridicae inaugurales zum Doktor der Rechte. Danach wurde er Advokat in Den Haag und erwarb sich im Laufe der Zeit immer mehr Anerkennung, welche ihm die Auszeichnung eines Ritters vom Orden des niederländischen Löwen einbrachte. 1814 wurde er als Sekretär des Prinzen Frederick angestellt, welchen er unterrichtete und bei seinen Bildungsreisen begleitete. Nachdem der Prinz 1814 seine Studien an der Universität Leiden absolviert hatte, reiste er mit diesem 1815 nach Paris.
Im April 1820 wurde er Staatsrat zweiter Klasse. Am 28. Mai 1821 berief man ihn zum Professor der Rechte an die Universität Leiden, woraufhin er am 29. September 1821 mit der Rede de studio Juris Romani, hoc ipso tempore diligenter tuendo sein Amt antrat und über römisches sowie aktuelles Recht dozierte. In Leiden beteiligte er sich auch an den organisatorischen Aufgaben der Hochschule und war 1830/31 Rektor der Alma Mater. Diese Aufgabe legte er mit der Rede Oratio de immoderata libertatis cupiditate Europae calamitatum effectrice (Leiden 1831) nieder. Im Anschluss wurde er wieder außerordentlicher Staatsrat und schließlich ordentlicher Staatsrat sowie Berater des Prinzen Frederik. Van Assen wurde Kommandeur von dem Orden der Eichenkrone und Mitglied vieler in- und ausländischer Gelehrtengesellschaften. So wäre hier seine am 22. Februar 1824 resignierende Mitgliedschaft des königlichen niederländischen Instituts der Wissenschaften und am 23. Februar 1855 erfolgte Mitgliedschaft der Abteilung Literatur der königlich niederländischen Akademie der Wissenschaften in Amsterdam zu nennen.
Van Assen hatte sich am 20. Juni 1821 in Rijswijk mit Anna Maria van Royen (* 16. Juni 1800 in Den Haag; † 19. März 1870 in Brussel), Tochter des Staatsrates Hendrik (Henricus) van Royen (* 1. Januar 1760 in Noordwijk aan Zee; † 16. Juli 1844 in Den Haag) und der Anna Maria Lonyssen [auch: Louyssen; * Oktober 1770 (1791); † 30. Juni 1818 Ypenburg unter Rijswijk, verh. August 1794, Tochter von Abraham Louyssen (1741; † 8. Mai 1805)], verheiratet. Aus der Ehe stammen fünf Töchter.

## Werke (Auswahl)
Van Assen hatte eine Vielzahl von unterschiedlichen juristischen Fachabhandlungen in den Journalen und Fachzeitschriften seiner Zeit eingebracht. Eigenständige Werke sind von ihm auch erschienen.
- Dissertatio Juridico-literaria de M. Tullii Ciceronis oratione pro Aulo Cluentio Avito. Franeker 1809, (books.google.de).
- Quaestiones juridicae inaug. Franeker 1810 (books.google.de).
- Hulde aan Christian Gottlieb Heyne. Den Haag 1816 (books.google.de).
- J.M. Kemper, redevoering over de lotgevallen van onzen leeftijd. Uit het Latijn. Den Haag 1816 (books.google.de).
- Verhandeling over de beste leerwijze op de Latijnsche scholen. Haarlem 1818, 1828 (books.google.de).
- Perikles van Athene. Den Haag 1819 (books.google.de).
- Over het staatsbestuur volgens Cicero. 1823 (books.google.de).
- Annatatio ad Institutionum Gaji commentarios. Lib. I. Leiden 1826.
- Over de begrippen van kieschheid bij de Ouden. 1827 (books.google.de).
- Over de Vrijheid van Spreken en Schrijven, te Athene en te Rome; in twee Brieven. 1829 (books.google.de).
- Wenken, herinneringen en aanteekeningen uit de dagen van Nederlands herstelling. Leiden 1830, 2. Bde., Band 1 (books.google.de).
- Adnotatio ad Gaji Instit. Commentarios. Editio altera. Leiden 1838 (books.google.de).
- De Taal der Grondwet. Leiden 1844 (books.google.de).
- Leiddraad voor het collegie over het Burgerlijk Wetboek. Leiden 1846.
- De taal en stijl der Grondwet. Leiden 1848.
- Annotatio ad Gaji Instit. Comm. libr. primum. Editio tertia emendatior. Leiden 1849 (books.google.de).
- Over Leven, Geluk en Dood, naar de begrippen der Ouden. 1850 (books.google.de).
- Leiddraad voor het collegie over het Burg. Wetboek. Verkorte en herziene uitgaaf. Leiden 1854 (books.google.de).
- Adnotatio ad Gaji institutionum Comm. librum secundum usque ad locum. de legatis. Leiden 1855 (books.google.de).
- Lineamenta extrema Juris privati Justianei secundum textum Institutionum (Personal.) Leiden 1855, (books.google.de).
- Leveamenta extrema juris privati Justianei secundum textum Institutionum (Res et Jura in re.). Leiden 1856.
- Lineamenta extrema juris privati Justineanei (Obligatio). Leiden 1858.